# Рюдзодзи Ясуиэ
Рюдзодзи Ясуиэ (яп. 龍造寺 康家, ум. 29 апреля 1510) — японский военачальник периодов Муромати и Сэнгоку, 14-й глава рода Рюдзодзи.

## Биография
Пятый сын Рюдзодзи Иэудзи, 12-го главы рода Рюдзодзи и кокудзина (землевладельца) провинции Хидзэн. Его первоначальное имя было Иэмицу (или Тадатоси).
Ясуиэ был вассалом родов Кюсю-Тиба и Сёни, которые были могущественными даймё в Хидзэне, и часто сражался с родом Оути. В 1473 году он восстановил храм Хорин-ин на горе Энити и назначил своего третьего сына Тёкаку (1441—1528) настоятелем храма. В 1485 году Ясуиэ издал запрет на грабежи и принуждение к продаже по сниженной цене в портовых посёлках в Хидзэне.
В конце периода Мэйо (около 1500 года) Ясуиэ ушёл на покой и передал главенство в роду своему второму сыну Иэкадзу. После чего он построил особняк Мидзугаэ как место своего уединения. Около 1505 года Ясуиэ совершил постриг и взял себе имя Оки-нюдо (隠岐入道).
В 1510 году Рюдзодзи Ясуиэ умер. После смерти Ясуиэ его пятый сын Иэканэ унаследовал особняк Мидзугаэ, который он перестроил и превратил в замок.

## Семья
Ясуиэ был женат на дочери Котории Нобумото.
Дети от неизвестной матери:
- Рюдзодзи Танэиэ, старший сын
- Рюдзодзи Иэкадзу, второй сын
- Рюдзодзи Тёкаку, третий сын
- Рюдзодзи Оиносукэ, четвёртый сын
- Рюдзодзи Иэканэ, пятый сын